# Udo Wnuck
Udo Wnuck (* 8. März 1954 in Bremen) ist ein deutscher Politiker (SPD).

## Leben
Nach seinem Abitur studierte Wnuck Mathematik und Informatik an der Universität Kiel. Dort war als Angestellter mit dem Forschungsschwerpunkt Statistik auf der Kugeloberfläche tätig. Später folgte eine Lehrtätigkeit an der Fachhochschule Kiel im Bereich Mathematik, 1986 wurde er Angestellter der Landesbank in Kiel.
1982 trat Wnuck in die SPD ein. Er war Mitglied des Kreisvorstandes der Jusos Kiel, stellvertretender Juso-Landesvorsitzender und von 1986 bis 1988 Juso-Landesvorsitzender in Schleswig-Holstein. 1988 wurde er Mitglied im Landesvorstand der SPD Schleswig-Holstein. Im gleichen Jahr zog er in den Landtag ein, in dem er noch bis 1992 als Abgeordneter saß.